# Crucifixion avec un donateur
Pour les articles homonymes, voir crucifixion (homonymie).
La Crucifixion avec un donateur est un tableau du peintre néerlandais Jérôme Bosch réalisé entre 1480 et 1485. Le tableau est actuellement exposé aux Musées royaux des Beaux-Arts de Bruxelles, en Belgique.
Ce tableau est connu depuis qu'il apparaît dans la collection Fétis à Bruxelles, avant de passer dans la collection Franchomme et d'être acquis par les Musées royaux des Beaux-Arts de Bruxelles. Généralement considérée comme une œuvre de jeunesse, sa datation par les critiques d'art a varié entre 1475-1477 (Combe, 1946 ; Delevoy, 1960 ; Puyvelde, 1962 ; Larsen, 1998) et 1480-1485 (Linfert, 1959 ; Cinotti, 1966). L'analyse dendrochronologique a confirmé qu'il a été peint à une date postérieure à 1483.
Certains ont établi un lien avec la fresque de la Crucifixion à la cathédrale de Saint Jean de Bois-le-Duc, la ville de naissance de Bosch, aujourd'hui attribuée au grand-père du peintre.

## Description et analyse de l’œuvre
Le tableau représente la crucifixion de Jésus, scène largement représentée dans l'iconographie chrétienne. La scène est située dans un paysage champêtre. Au premier plan, plusieurs personnages sont représentés autour du Christ en croix : la Vierge Marie, l'apôtre Jean, un donateur agenouillé et saint Pierre, que l'on reconnait à la clef du Paradis qu'il tient dans sa main droite. Le fait que le donateur soit agenouillé symbolise la soumission des fidèles à Dieu. Il est probable que l'homme se soit appelé Peter ou un prénom similaire. Sa pâleur suggère que l'homme était déjà mort à l'époque, et que le panneau était alors un moyen pour lui de plaider pour le salut son âme. Les personnages renvoient clairement au style de l'école flamande du début du XVe siècle, en particulier Rogier van der Weyden (Friedländer, 1927 ; et Larsen, 1998).
Au pied de la Sainte Croix, quelques os et — à proximité — un crâne, qui illustrent la locution memento mori. Leur présence est destinée à rappeler au spectateur qu'il est — lui aussi — un mortel. 
Bien que le thème de cette composition soit traditionnel, ce tableau comporte quelques originalités, tel que le rejet de la symétrie et de l'immobilité ainsi que le silence insistant qui se dégage de la représentation. Selon Marijnissen (1995), des « lignes de pensée, de véritables liens psychologiques » défilent entre les personnages. 
Le paysage s'étend, doucement animé par une certaine présence humaine, les nuances de la verdure foncent à mesure que le regard s'éloigne avant de virer au bleuté, en raison de la brume. La ville avec la grande masse sombre de la cathédrale, pointant vers le ciel, peut-être la même que Bois-le-Duc.

## Sources et bibliographie
- (it) Cet article est partiellement ou en totalité issu de l’article de Wikipédia en italien intitulé « Crocifissione con donatore » (voir la liste des auteurs).

en français
- (fr) Roger-Henri Marijnissen, Jérôme Bosch. Tout l’œuvre peint et dessiné, éd. Albin Michel, 1995,  (ISBN 9782226078964)
- (fr) Musée d'Art Ancien. Œuvres choisies, Musées royaux des beaux arts de Belgique, Bruxelles, 2001, p. 38-39

en langues étrangères
- (en) Cyriel Stroo, Pascale Syfer-D'Olne, Anne Dubois, Roel Slachmuylders, Nathalie Toussaint, « The Hieronymus Bosch, Albrecht Bouts, Gerard David, Colijn de Coter and Goossen van der Weyden Groups » dans The Flemish Primitives. Catalogue of the Early Netherlandish Painting in the Royal Museums of Fine Arts of Belgium, Musées royaux des beaux arts de Belgique, Bruxelles, 2001, p. 71-83
- (it) Franca Varallo, Bosch, Skira, Milan, 2004.